# 科克斯伯里 (新澤西州)
科克斯伯里（英語：Cokesbury）是位於美國新澤西州亨特登縣的非建制地區。

## 歷史
科克斯伯里的郵局於1883年設立，其後於1915年停運。

## 地理
科克斯伯里所處的海拔為高於海平面186米（即610英呎），而該地所採用的時區為UTC-5，即北美东部时区（EST）。同時該地設有夏令時間，為UTC-5調快一小時，即UTC-4（EDT）。